# Silnice II/225
Silnice II/225 je pozemní komunikace vedoucí v jihozápadní části Ústeckého kraje. Začíná na křižovatce se silnicemi I/7 a I/28 v Lounech a končí na křižovatce se silnicí II/224 západně od vesnice Poláky.
Na své trase postupně prochází těmito sídly:
- Louny
- Jimlín
- Lipenec
- Drahomyšl
- Trnovany
- Žatec
- Libočany
- Chbany